# Antonio Alfieri d'Evandro
Antonio Alfieri d'Evandro (né en 1832 à Rocca d'Evandro et mort le 3 février 1865 à Naples) est un homme politique et militaire italien.

## Biographie
Il a été député du royaume d'Italie durant la VIIIe législature.
Il a également écrit plusieurs livres.